# Фернандо Баїяно
Фернандо Баїяно (порт. Fernando Baiano, нар. 18 березня 1979, Сан-Паулу) — бразильський футболіст, що грав на позиції нападника.

## Ігрова кар'єра
Народився 18 березня 1979 року в місті Сан-Паулу. Вихованець футбольної школи клубу «Корінтіанс». Дорослу футбольну кар'єру розпочав 1999 року в основній команді того ж клубу, в якій провів два сезони, взявши участь у 14 матчах чемпіонату. За цей час виборов з клубом титул клубного чемпіону світу 2000 року та став чемпіоном Бразилії 1999 року.
Згодом з 2002 року по сезону провів у інших місцевих клубах «Інтернасьйонал» та «Фламенго», після чого перебрався до Європи «Вольфсбург». Там він провів чудовий сезон, забивши 11 м'ячів у 22 матчах Бундесліги, але під час літньої перерви він прилетів додому, де без відома клубу переніс операцію на коліні. В результаті його контракт було розірвано і він залишився у Бразилії, де недовго пограв за клуб «Сан-Каетано». 
В лютому 2005 року Фернандо знову відправився до Європи і став гравцем іспанської «Малаги», де він забив 9 голів у 17 іграх Ла Ліги до кінця сезону, після чого перейшов в іншу місцеву команду «Сельта Віго». Там бразилець теж мав хорошу результативність, забивши у першому сезоні 13 голів, а в другому 15, втім цього не вистачило щоб врятувати команду від вильоту з Прімери у сезоні 2006/07.
Влітку 2007 року за 5 млн. євро Баїяно перейшов до складу новачка Ла Ліги клубу «Реал Мурсія», для якого цей трансфер став рекордним. Але покладені на бразильця сподівання виправдані не були — за сезон він забив лише 5 голів, а куб зайняв передостаннє місце і понизився у класі. Після цього Баїяно відправився на прпвах оренди до еміратської «Аль-Джазіри», де знову показав свій бомбардирський хист і з 25 голами став найкращим бомбардиром чемпіонату ОАЕ. Після цього контракт гравця викупив гранд місцевого футболу клуб «Аль-Вахда» (Абу-Дабі), з яким Еду став чемпіоном країни у 2010 році та володарем суперкубка у 2011 році, а також вдруге у своїй кар'єрі поїхав на клубний чемпіонат світу, зайнявши з командою 6-те місце.
На завершенні кар'єри грав за бразильські клуби «Сан-Бернарду» та «Можі-Мірім» у чемпіонатах штату, між якими недовго виступав за саудівський «Аль-Іттіхад».

## Виступи за збірні
Залучався до молодіжної збірної Бразилії. У її складі взяв участь у молодіжному чемпіонаті світу 1999 року в Нігерії, де забив три голи, а збірна вилетіла у чвертьфіналі.

## Титули і досягнення

### Командні
- Чемпіон Бразилії (1):

«Корінтіанс»: 1999
- Переможець Ліги Пауліста (2):

«Корінтіанс»: 1999, 2001
- Переможець Ліги Гаушу (2):

«Інтернасьйонал»: 2002
- Клубний чемпіон світу (1):

«Корінтіанс»: 2000
- Чемпіон ОАЕ (1):

«Аль-Вахда»: 2010
- Володар Суперкубка ОАЕ (1):

«Аль-Вахда»: 2011

### Особисті
- Найкращий бомбардир Кубка Лібертадорес: 1999 (6 голів, разом з 4 іншими футболістами)
- Найкращий бомбардир Чемпіонату ОАЕ: 2008/09 (25 голів)
- Найкращий бомбардир Кубка еміратської ліги: 2008/09 (7 голів)